# Conseil des militants nationalistes-religieux d'Iran
Le Conseil des militants nationalistes-religieux d'Iran (persan : شورای فعالان ملی-مذهبی ایران, romanisé :  Showra-ye Fa'alan-e Melli Mazhabi) ou la Coalition des forces nationales-religieuses d'Iran (persan : ائتلاف نيرو های ملی-مذهبی ایران , romanisé :  E'telaf-e Niruha-ye Melli-Mazhabi ) est un groupe politique iranien, décrit comme « semi-opposition religieuse non-violente » avec une clientèle principalement issue de la classe moyenne, intellectuelle, représentants des professions techniques, étudiants et technocrates.

## Plate-forme
Le groupe partage la position pro-démocratie du Mouvement de libération de l'Iran, mais favorise l'économie de l'État-providence, au lieu d'un modèle de marché libre, et a une vision plus critique envers l'Occident dans sa politique étrangère.
Selon Taghi Rahmani, le groupe  «croit que la religion doit servir la société civile. Il pense également que tous les Iraniens ont des droits égaux et qu'ils doivent être considérés comme des citoyens égaux malgré leurs points de vue différents ».
Le dirigeant de l'Alliance nationalistes-religieux, Ezatollah Sahabi (en), directeur du journal Iran-e-Farda, est arrêté en 2000. Le penseur réformiste Hasan Yousefi Eshkevari (en) est considéré comme un proche du mouvement : arrêté lui aussi en 2000, il publie son autobiographie sur le site de l'Alliance Melli-mazhabi.